# Wayne Green
Wayne Green (Littleton, 3 settembre 1922 – Peterborough, 13 settembre 2013) è stato un editore e scrittore statunitense, fondatore delle riviste 73, 80 Micro, Byte, CD Review, Cold Fusion, Kilobaud Microcomputing, RUN e altre.
Green è stato anche consulente internazionale. Nei primi anni 80, egli collaborò alla creazione della prima rivista brasiliana di microinformatica, Micro Sistemas.
Ha trascorso i suoi ultimi anni in una fattoria in Hancock, New Hampshire.